# Doping
Dóping pomeni uporabo snovi in postopkov, ki so prepovedani s strani mednarodnih in nacionalnih športnih inštitucij, pred tekmovanji ali preizkušnjami v profesionalnem športu v pričakovanju boljše učinkovitosti. V športu je prepovedana uporaba psihoaktivnih snovi s stimulativnim učinkom (npr. amfetamina, kofeina, kokaina) ali snovi z vplivom na fizično kondicijo (npr. eritropoetin,  selektivni modulatorji androgenskega receptorja). Nedovoljena poživila, ki se uporabljajo v dopingu, so snovi, ki po eni strani povečujejo sposobnosti športnikov, vendar imajo lahko tudi več hudih stranskih učinkov. Za odkrivanje zlorabe nedovoljenih snovi v profesionalnem športu so pred tekmovanji, med njimi in po njih športniki podvrženi protidopinškim kontrolam. Ob potrditvi prisotnosti nedovoljenih snovi v telesu, ki presegajo mejo tolerance v dveh neodvisno preiskanih vzorcih, pristojna nacionalna ali mednarodna športna zveza športnika kaznuje z odvzemom doseženih rezultatov pod vplivom nedovoljenih sredstev in mu prepove nastopanje na profesionalnih tekmovanjih za določen čas, tipično za dve leti ob prvem odkritju.
Znano je, da jih uporabljajo predvsem profesionalni športniki, čeprav so v devetdesetih letih takšne snovi začeli uporabljati tudi pri amaterskih športih. Doping je uporaba ali dajanje tekmovalcu snovi, ki bi lahko umetno izboljšale njegove fizične in mentalne sposobnosti, s katerimi se poveča vzdržljivost in moč. Seznam nedovoljenih snovi v športu se postopoma dopolnjuje, saj biotehnologija, ki omogoča odkrivanje novih snovi napreduje.
Povzroči lahko infarkt, povečanje krvnega pritiska, nastanek strdkov v žilah, trombozo, razne vrste rakavih obolenj ali celo takojšnjo smrt, če je odmerek prevelik.
V tekmovalnih športih je uporaba dopinga in ostalih drog za tekmovalce prepovedana. Izraz doping pogosto uporabljajo organizacije, ki urejajo športna tekmovanja. Uporaba drog za povečanje učinkovitosti je neetična in zato prepovedana v večini mednarodnih športnih organizacij, vključno z Mednarodnim olimpijskim komitejem. Še več, športniki ki sprejemajo izrecne ukrepe za izogibanje odkrivanju, poslabšajo etično kršitev z odkrito prevaro in goljufanjem. Zgodovinsko gledano, izvor dopinga v športu sega v same začetke, ko se je šport še oblikoval. Od starodavne uporabe snovi v dirkališčih s kolesi do najnovejših spopadov v košarki in kolesarjenju so priljubljeni pogledi med športniki v zadnjih letih zelo različni od države do države. Splošni trend med organi oblasti in športnimi organizacijami v zadnjih nekaj desetletjih je bil strogo urediti uporabo drog v športu. Razlogi za prepoved so predvsem tveganja za zdravje, ki jih povzročajo droge, ki spodbujajo uspešnost, enakost možnosti za športnike in zgleden učinek športa brez drog za javnost. Organi za boj proti dopingu navajajo, da je uporaba zdravil za izboljšanje učinkovitosti v nasprotju z »duhom športa«.

## Definicija
Prvo uradno definicijo je leta 1963 sprejel Svet Evrope; po tej opredelitvi doping pomeni uporabo učinkovin in kake druge metode, ki je na voljo, za umetno izboljševanje spodobnosti na športnih prireditvah ali kadar se pripravlja zanje na način, ki krši športno etiko in škoduje fizičnemu in psihološkemu zdravju športnika ali igralca. Uradna slovenska definicija dopinga Slovenskega olimpijskega komiteja se glasi: »Doping je uporaba substanc ali postopkov, ki so prepovedani s strani Mednarodnega olimpijskega komiteja (MOK) in Nacionalne antidoping komisije. Po Mednarodnem olimpijskem komiteju je doping uporaba substanc, ki so uvrščene na listo »prepovedanih« substanc s strani Medicinske komisije MOK«.

## Zgodovina
Uporaba drog v športu sega stoletja v preteklost, vse do izumljanja koncepta športa. V starih časih, ko so za športnike ali borce izbrali najmočnejše posameznike v družbi, so jih hranili z dietno prehrano in jim dajali zdravila, ki so bila koristna za povečanje mišic. Skandinavska mitologija na primer pravi, da bi Berserkersi lahko pili mešanico, imenovano »butotens«, da bi močno povečali svojo fizično moč, vendar so pri tem tvegali, da bodo zblazneli. Ena od teorij je, da je bila mešanica pripravljena iz rdeče mušnice. Domneva se, da je bil doping prisoten tudi na starodavnih olimpijskih igrah v Grčiji. V starem Rimu, kjer je dirkanje s kočijami postalo velik del njihove kulture, pa so športniki pili zeliščne poparke, da bi se okrepili pred dirkami.
Abraham Wood, udeleženec tekmovanja v vzdržljivostni hoji v Britaniji, je leta 1807 dejal, da je za vzdrževanje 24-urne budnosti zaužil lavdanum (poživilo, ki vsebuje opiate), ko je tekmoval z Robertom Barclayjem Allardyceom.  Aprila 1877 so razdaljo na tekmovanju vzdržljivostne hoje podaljšali na 500 milj (800 kilometrov), naslednje leto pa na 520 milj (840 kilometrov). V časopisu Illustrated London News so tekmovanje pograjali: 
Morda je koristno vedeti, da lahko človek prepotuje 520 milj v 138 urah in uspe preživeti teden dni z neskončno malo počitka, čeprav ne dojamemo, da bi kdo sploh lahko bil postavljen v položaj, kjer bi mu njegove tozadevne sposobnosti koristile in kaj bi pridobil z nenehnim ponavljanjem tega dejstva.
Dogodek se je izkazal za priljubljenega, saj ga je vsak dan obiskalo 20.000 gledalcev. Pobudniki so spodbudili idejo in kmalu izvedli podobne dirke za kolesarje. Navdušenje nad šestdnevnimi dirkami za kolesa se je razširilo po Atlantiku, enako pa je pritegnil tudi množice v Ameriki. In več gledalcev, ki so plačevali na vratih, višje so bile nagrade in večja je bila spodbuda kolesarjev, da ostanejo budni - ali da ostanejo budni - da bi se peljali na največjo razdaljo. Njihovo izčrpanost so zavrnili soigneursi (francoska beseda za "skrbnike"). Med zdravili, ki so jih oskrbovali, je bil nitroglicerin, zdravilo, ki se je uporabljalo za stimulacijo srca po srčnih napadih in je bilo pripisano izboljšanju dihanja kolesarjev. Kolesarji so utrpeli halucinacije zaradi izčrpanosti in morda droge. Ameriški prvak Major Taylor ni želel nadaljevati trase v New Yorku, rekoč: "Ne morem nadaljevati z varnostjo, ker me človek lovi po obroču z nožem v roki." Reakcija javnosti se je obrnila proti takšnim poskusom, ne glede na to, ali so posamezne dirke ali v skupinah dveh. V enem poročilu je navedeno: Atletsko tekmovanje, v katerem udeleženci »gredo queer« svoje glave, in napnejo vse svoje moči, dokler se njihovi obrazi ne zbudijo izmučeni, ni šport je brutalnost. Iz poročil te edinstvene predstave je razvidno, da so nekateri kolesarji med tekmovanjem postali začasno nori ... Dnevi in tedni okrevanja bodo potrebni, da bodo tekmovalci v stanju, in verjetno je, da se nekateri od njih nikoli ne bodo povrnili v stanje pred tekmovanjem.
Oče anaboličnih steroidov v Združenih državah je bil John Ziegler (1917–1983), zdravnik ameriške ekipe za dvigovanje uteži sredi 20. stoletja. Leta 1954 je na turneji na Dunaju s svojo ekipo za svetovno prvenstvo, Ziegler od svojega ruskega kolega izvedel, da je uspeh sovjetske ekipe v dvigovanju uteži posledica uporabe testosterona kot droge, ki povečuje učinkovitost. Ziegler se je tako odločil, da bi ameriški športniki potrebovali kemijsko pomoč, da bi ostali konkurenčni rusom, in se je odlobčil sodelovalati s farmacevtsko družbo CIBA da bi razvil ustni anabolični steroid. To je povzročilo nastanek methandrostenolona, ki se je pojavil na trgu leta 1960. Med olimpijskimi igrami se je danski kolesar Knud Enemark Jensen sesedel in umrl med tekmovanjem na 100-kilometrski dirki. Obdukcija je kasneje razkrila prisotnost amfetaminov in zdravilo, imenovano nikotinil tartrat v njegovem telesu. Ameriški strokovnjak za doping, Max M. Novich, je zapisal: "Trenerji stare šole, ki so dobavljali zdravili kokain, ki so jih imeli kot svojo bazo, so izjavili, da bo kolesar, ki ga utruje šestdnevna dirka, po absorpciji teh zmesi dobil svoj drugi vdih. "John Hoberman, profesor na Univerzi v Teksasu v Austinu v Teksasu, je dejal, da so šestdnevne dirke "de facto eksperimenti, ki raziskujejo fiziologijo stresa in snovi, ki lahko ublažijo izčrpanost"

## Razširjenost
Več kot 30 % športnikov, ki so v letu 2011 sodelovali na Svetovnem prvenstvu v atletiki, je priznalo uporabo prepovedanih substanc tekom svoje športne kariere. Glede na študijo, ki jo je naročila Svetovna protidopinška agencija (WADA), jih je prepovedane substance dejansko uporabljalo kar 44 %. Kljub temu je bilo ujetih le 0,5 % testiranih.
Celotna ruska ekipa je bila prepovedana na olimpijskih igrah leta 2016, ker je ruska država sponzorirala njihov program dopinga.

### Goldmanova dilema
Goldmanova dilema, ali Goldmanova dilema, je vprašanje, ki so ga elitnim športnikom postavili zdravnik, osteopatija in publicist Bob Goldman, ki sprašuje, ali bodo vzeli zdravilo, ki jim bo zagotovilo uspeh v športu, vendar bodo povzročili, da umrejo po petih letih. V svoji raziskavi, kot je v prejšnjih raziskavah Mirkina, je približno polovica športnikov odgovorila, da bodo vzeli zdravilo, vendar so sodobne raziskave Jamesa Connorja in sodelavcev prinesle veliko manjše število, pri čemer imajo športniki stopnjo sprejemljivosti. dileme, ki so bile podobne splošni populaciji Avstralije.

## Snovi

### Steroidi
V zadnjih 20 letih se pojavljanje steroidov v športu obravnava kot epidemija. Raziskave in omejeni testi so bili izvedeni le, da bi našli kratkoročne, reverzibilne učinke na športnike, kateri so fizični in duševni. Ti neželeni učinki bi bili ublaženi, če bi športnikom dovolili uporabo nadzorovanih snovi pod ustreznim zdravniškim nadzorom. Med te neželene učinke spadajo intramuskularni abscesi in druge mikrobne bakterije, ki lahko povzročijo okužbe. Iz ponarejenih izdelkov, katere se uporabnik odloči kupiti na črnem trgu so najpogostejši visok krvni tlak in holesterol, pa tudi neplodnost in dermatološka stanja, kot so npr. akne. Duševni učinki pri uporabi teh ponarejenih izdelkov vključujejo povečano agresivnost in depresijo, v redkih primerih pa lahko tudi samomor. Večina študij o učinkih steroidov se je izkazala kot neprimerna in nima verodostojnih testov. Dolgoročnih učinkov še ni bilo mogoče ugotoviti le zaradi nedavnega testiranja teh snovi, vendar bi se začeli pojavljati pri uporabnikih ki so že zgoda začeli uporabljati steroide, in sicer pri starosti ko deosežejo 50 let.

## Zastrupitev na olimpijskih igrah
Ti "dejanski poskusi, ki so raziskovali fiziologijo stresa, kot tudi snovi, ki bi lahko ublažili izčrpanost", niso bili neznani zunaj kolesarjenja.
Thomas Hicks, Američan rojen v Angliji 7. januarja 1875, je zmagal na olimpijskem maratonu leta 1904. Prečkal je črto za kolegom Američanom Fredom Lorzom, katerega je trener prepeljal za 11 milj, kar je vodilo do njegove diskvalifikacije. Vendar pa je Hicksov trener Charles Lucas izvlekel brizgo in mu pomagal, ko se je njegov tekač začel boriti.
Zato sem se odločil, da mu injiciram miligram sulfata strihnina in da mu naredim velik kozarec vode ki sem ga prepojil z žganjem. Spet se je odpravil, kolikor je mogel, vendar je potreboval še eno injekcijo štiri milje pred koncem, dal sem mu jo za vzpodbudo in da je dosegel cilj.
Takrat je bila uporaba strihnina potrebna, da bi preživeli zahtevne dirke, so povedali zgodovinarji športa Alain Lunzenfichter in zgodovinar športnega dopinga dr. Jean-Pierre de Mondenard, ki je dejal:
Upoštevati je treba, da je v času, ko je bila nevarnost dopinga za zdravje športnikov ali čistosti tekmovanja še v moralo, ker je po tem maratonu uradno poročilo o dirki reklo: maraton se je pokazal z zdravstvene točke. vidika, kako so lahko droge zelo koristne za športnike na dirkah na dolge razdalje.
Hicks je bil v besedi časa "med življenjem in smrtjo", vendar si je opomogel, nekaj dni kasneje zbral svojo zlato medaljo in živel do leta 1952. Kljub temu se nikoli več ni udeležil atletike.

## Stimulanti
Stimulanti so zdravila, ki običajno delujejo na centralni živčni sistem, da uravnavajo duševne funkcije in vedenje, povečujejo občutek razburjenja posameznika in zmanjšujejo občutek utrujenosti. Na seznamu prepovedanih snovi Svetovne protidopinške agencije so stimulansi drugi največji razred po anaboličnih steroidih. Primeri dobro znanih stimulansov vključujejo kofein, kokain, amfetamin, modafinil in efedrin. Kofeina čeprav je stimulans, Mednarodni olimpijski komite ali Svetovna protidopinška agencija od leta 2004 ni prepovedala.
Benzedrin je trgovsko ime za amfetamin. Svet Evrope pravi, da se je prvič pojavil v športu na olimpijskih igrah v Berlinu leta 1936. Izdelan je bil leta 1887, v ZDA pa je bil leta 1934 izoliran derivat benzedrina, ki ga je izoliral Gordon Alles. Njeni zaznani učinki so ji dali ime ulice "hitrost". Britanski vojaki so v drugi svetovni vojni porabili 72 milijonov tablet amfetamina, RAF pa je preživel toliko, da je "Methedrin dobil bitko za Britanijo" po enem poročilu. Težava je bila v tem, da amfetamin vodi do pomanjkanja presoje in pripravljenosti za prevzemanje tveganj, kar bi v športu lahko privedlo do boljših rezultatov, toda v borcih in bombnikih je prišlo do več nesrečnih pristankov, kot bi jih lahko toleriral RAF. Zdravilo je bilo umaknjeno, velike zaloge pa so tako ostale na črnem trgu. Amfetamin je bil prav tako zakonito uporabljen kot pripomoček za hujšanje in tudi kot timoleptik, preden je bil v petdesetih letih opuščen zaradi pojavljanja novih agentov.
Everton, eden najboljših klubov v angleški nogometni ligi, je bil prvak sezone 1962–1963. In to so dosegli s pomočjo Benzerdina, raziskavo so opravili v nacionalnem časopisu. Po Evertonovi zmagi se je razširilo da je bila vključena droga, katera jim je pripomogla k zmagi. V časopisu so preiskovali, poročevalec je verjel, da je prišel do izvora, in navedel vratarja, Alberta Dunlopa, ki pravi.
Ne spomnim se, kako so nam prvič ponudili ponudbo. Spomnim se, da so bili razdeljeni v garderobe. Ni jih bilo nujno vzeti, vendar jih večina igralcev je. Tablete so bile večinoma bele barve, vendar enkrat ali dvakrat rumene. Uporabili so jih skozi sezono 1961–1962 in skozi prvenstveno sezono, ki je nato sledila. Zaužitje drog je bilo v klubu že prej neimenovano. Vendar, ko se je začelo, bi lahko imeli toliko tablet, kot smo si želeli. Na dnevih tekem so seveda tablete večini igralcem podelili. Kmalu nekateri igralci niso mogli brez drog.
Klub se je strinjal, da so bile droge uporabljene, vendar da "niso mogle imeti nobenega škodljivega učinka", Dunlop pa je vseeno dejal, da je postal odvisnik.
Novembra 1942 je italijanski kolesar Fausto Coppi vzel "sedem paketov amfetamina", da bi premagal rekord svetovne ure na progi. Leta 1960 se je danski jahač Knud Enemark Jensen sesul med poskusno etapo na 100 km ekipe na olimpijskih igrah v Rimu in kasneje umrl v bolnišnici. Obdukcija je pokazala, da je vzel amfetamin in drugo zdravilo, Ronicol, katero širi krvne žile. Predsednik nizozemske kolesarske zveze Piet van Dijk je v Rimu dejal, da se v takih kraljevskih količinah uporabljajo "droge - cele vozičke.
Britanski strokovnjak za kolesarstvo Jock Andrews se bi šalil: "Nikoli ne smeš iti po tečaju, ko si v veliki dirki lovil glavnino - sledi sledi praznih brizg in ovojnic".
Nizozemski vodja kolesarske ekipe Kees Pellenaars je o svojem kolesarju povedal:
Odpeljal sem ga na trening kamp v Španiji. Fant se je nato spremenil v neke vrste lev. Trkal je okoli, kot da ga poganjajo rakete. Šel sem govoriti z njim. Bil je res vesel, da je dobro vozil in mi je rekel, naj ga pazim. Vprašal sem ga, če ne "morda nekaj uporablja" takoj je poskočil, se povzpel na stol in iz globine v omari potegnil plastično vrečko polno tablet. Čutil sem, da moje srce preskakuje utrip. Nikoli nisem videl toliko ognjemetov skupaj. S terapevtom smo prešteli tablete: bilo jih je 5.000, razen hormonskih pripravkov in tablet za spanje. Na lastno odgovornost sem jih odpeljal, dovolil sem mu le, da obdrži hormone in tablete za spanje. Kasneje se je zdelo, da jih je vzel preveč naenkrat in je spal nekaj dni skupaj. Nismo ga mogli zbuditi. Odpeljali smo ga v bolnišnico, kjer so mu izčrpali želodec. Zavezali so ga na posteljo, da bi preprečili, da bi bilo spet kaj narobe. Toda tako ali drugače je imel pri sebi nekaj stimulansa in si je želel, na sprehod. Na hodniku je prišla do njega medicinska sestra, ki je hodila skupaj s posteljo, katero je imel pripeto na hrbet.
Modafinil se trenutno uporabljajo po vsem športnem svetu, pri čemer so številni odmevni primeri, ki pritegujejo medije, saj so ugledni športniki v Združenih državah neuspešno testirali to snov. Nekateri športniki, za katere je bilo ugotovljeno, da so uporabljali modafinil, so protestirali, ker droga ni bila na prepovedanem seznamu v času njihovega kaznivega dejanja, vendar Svetovna protidopinška agencija (WADA) trdi, da je snov, povezana s tistimi, ki so že prepovedane. Modafinil je bil dodan na seznam prepovedanih substanc z dnem 3. avgusta 2004, deset dni pred začetkom poletnih olimpijskih iger leta 2004 .
Eden od pristopov športnikov, da se spoprimejo s predpisi o stimulansih, je uporaba novih oblikovalskih stimulansov, ki prej niso bili uradno prepovedani, vendar imajo podobne kemijske strukture ali biološke učinke. Designer poživila, ki je pritegnila pozornost medijev v letu 2010 vključenih mefedrona, ephedrone in fluoroamphetamines, ki imajo kemijskih struktur in podobne učinke efedrin in amfetamina.

## Anabolični steroidi
Anaboličnih androgenih steroidi (AAS) so prvič izolirali, označene in sintetiziran leta 1930 in se sedaj uporabljajo terapevtsko pri zdravilu za induciranje kostne rasti, stimulira apetit, inducira moško puberteto, in zdravljenje kroničnih zapravljanje pogoje, kot so rak in AIDS. Anabolični steroidi prav tako povečujejo mišično maso in fizično moč, zato se uporabljajo v športu in bodibildingu za povečanje moči ali telesne zgradbe. Znani neželeni učinki vključujejo škodljive spremembe ravni holesterola (povečanje lipoproteinov nizke gostote in zmanjšanjeLipoprotein visoke gostote), akne, visok krvni tlak in poškodbe jeter. Nekatere od teh učinkov lahko ublažimo z jemanjem dodatnih zdravil.
Uporaba AAS v športu se je začela oktobra 1954, ko je John Ziegler, zdravnik, ki je zdravil ameriške športnike, odšel na Dunaj z ameriško ekipo za dvigovanje uteži. Tam se je srečal z ruskim zdravnikom, ki je čez nekaj pijač večkrat vprašal: "Kaj dajete svojim fantom?" Ko je Ziegler vrnil vprašanje, je Rus rekel, da so njegovi lastni športniki deležni testosterona. Ko se je vrnil v Ameriko, je Ziegler preizkusil nizke odmerke testosterona na sebi, na ameriškem trenerju Bobu Hoffmanu in na dveh dvigalih, Jim Parku in Yaz Kuzahari. Vsi so pridobili večjo težo in moč kot kateri koli program usposabljanja, vendar so bili stranski učinki. Ziegler je iskal zdravilo brez posledic in zadel na anabolični steroid, metandrostenolon, (Dianabol, DBOL), izdelan v ZDA leta 1958 s strani Cibe .
Rezultati so bili tako impresivni, da so dvigala začela jemati več in steroidi so se razširili na druge športe. Paul Lowe, nekdanji član ameriškega nogometnega moštva San Diego Chargers, je leta 1970 povedal, da je leta 1970 v kalifornijskem zakonodajnem odboru o zlorabi drog: "V času kosila smo jih morali jemati [steroide]. in jim predpisal, naj jih vzamemo, in če ne, bi predlagali, da bi lahko dobili globo.
Olimpijske statistike kažejo, da se je teža strelnih metuljev med letoma 1956 in 1972 povečala za 14 odstotkov, medtem ko se je teža stejlerjev povečala za 7,6 odstotka. Zlata medalja peterokotnica Mary Peters je dejala: "Medicinska raziskovalna skupina v Združenih državah je poskušala vzpostaviti obsežne raziskave o učinkih steroidov na uteži in strelce, da bi ugotovila, da jih je bilo tako malo, da jih ni bilo mogoče vzeti, da jih ni bilo. Ne vzpostavljajte primerljivih primerjav. Leta 1984 je Jay Silvester, nekdanji štirikratni olimpijski in 1972 srebrni medalje v diskusu, ki je bil takrat na oddelku za telesno vzgojo na univerzi Brigham Young v ZDA, vprašal konkurente na olimpijskih igrah tega leta. Razpon uporabe steroidov je znašal od 10 mg na dan do 100 mg.
Dianabol se ne proizvaja več, vendar so podobna zdravila izdelana drugje. Uporabo anaboličnih steroidov zdaj prepovedujejo vse glavne športne organizacije, vključno z ATP, WTA, ITF, Mednarodnim olimpijskim komitejem, FIFA, UEFA, vsemi večjimi profesionalnimi golf ture, National Hockey League, Glavna bejzbolska liga, National Basketball Association, Evropska atletska zveza, WWE je NFL in UCI. Toda testiranje na droge je lahko divje nedosledno in v nekaterih primerih ni bilo izvedeno.
Številne študije, ki merijo uporabo anaboličnega steroida v srednješolskih športnikih, so ugotovile, da je med vsemi študenti 12. razreda 6,6 odstotka anaboličnih steroidov v nekem trenutku uporabilo svojo poklicno pot v srednji šoli ali pa jim je bil svetovan, naj jih uporabljajo. Od tistih študentov, ki so priznali doping z anaboličnimi androgeni steroidi, jih je več kot polovica sodelovalo v atletiki, ki jo je sponzorirala šola, vključno z nogometom, rokoborbo, progo in bejzbol. Druga študija je pokazala, da je 6,3 odstotka nogometašev srednješolcev, ki so bili vključeni v sedanje ali nekdanje AAS. Na kolegialni ravni ankete kažejo, da uporaba AAS med športniki znaša od 5 do 20 odstotkov in se še naprej povečuje. Študija je pokazala, da so spremembe na koži zgodnji pokazatelj uporabe steroidov pri mladih športnikih.

## 1988 Olimpijske igre v Seulu
Slavni primer uporabe AAS na tekmovanju je bila zmaga Kanadskega Ben Johnsona na 100 m na poletnih olimpijskih igrah 1988. Kasneje ni uspel preizkusiti zdravila, ko je v urinu našel stanozolol. Kasneje je priznal, da uporablja steroid, kot tudi Dianabol, testosterona, Furazabol in človeški rastni hormon med drugim. Johnsonu je bila odvzeta tudi zlata medalja in njegova svetovna rekordna uspešnost. Carl Lewis je bil nato promoviran kot mesto, kjer je osvojil olimpijski naslov. Lewis je prav tako deloval pod trenutnim svetovnim rekordnim časom in je bil zato priznan kot novi rekorder. Leta 2003 pa je Wade Exum, direktor ameriškega olimpijskega komiteja (USOC), direktor oddelka za nadzor drog od leta 1991 do 2000, podal kopije dokumentov za Sports Illustrated, ki so pokazale, da je približno 100 ameriških športnikov, ki so preizkusili droge in bi jih bilo treba preprečiti. tekmovanje na olimpijskih igrah je bilo kljub temu dovoljeno tekmovati; med temi športniki je bil Carl Lewis.
Lewis je prekinil tišino o obtožbah, da je bil upravičen do prikrivanja drog, pri čemer je priznal, da ni opravil testov za prepovedane snovi, vendar trdi, da je bil le eden izmed "stotin" ameriških športnikov, ki jim je bilo dovoljeno pobegniti iz prepovedi, ki jih je skrival USOC. Lewis je zdaj potrdil, da ni uspel treh testov med olimpijskimi poskusi v ZDA leta 1988, ki bi mu v skladu z mednarodnimi pravili takrat moral preprečiti tekmovanje v igrah v Seulu. Nekdanji športniki in uradniki so se zatekli proti prikrivanju USOC. "Že toliko let sem ga živel. Vedel sem, da se to dogaja, vendar pa ne moreš ničesar storiti kot športnik. Morate verjeti, da vodilna telesa delajo to, kar naj bi storila. Očitno je, da niso, "je dejal nekdanji ameriški sprinter in olimpijski prvak 1984, Evelyn Ashford

## Po državi

### Vzhodna Nemčija
Leta 1977 je eden najboljših sprinterjev v Nemčiji, Renate Neufeld, pobegnil na zahod Bolgarije, kjer se je kasneje tudi poročila. Leto kasneje je povedala, da ji je bilo naročeno naj vzame droge, medtem ko je trenirala in predstavljala Vzhodno Nemčijo na olimpijskih igrah.
Pri 17 letih sem se pridružil Inštitutu za šport v East Berlinu. Moja posebnost je bila 80m z ovirami. Prisegali smo, da nikoli ne bomo nikogar govorili o naših metodah usposabljanja, vključno z našimi starši. Usposabljanje je bilo zelo težko. Vsi smo bili opazovani. Vsakič, ko smo odšli v spalnico, smo podpisali register in morali smo povedati, kam gremo in kdaj se bomo vrnili. Nekega dne mi je moj trener Günter Clam svetoval, da vzamem tablete za izboljšanje uspešnosti: v 24 sekundah sem tekel 200 metrov. Moj trener mi je povedal, da so tablete vitamini, toda kmalu sem imel krče v nogah, moj glas je postal osramočen in včasih nisem mogel več govoriti. Potem sem začel rasti brke in obdobja so se mi ustavila. Nato sem zavrnil te tablete. Nekega jutra oktobra 1977 me je tajna policija privedla ob sedmih zjutraj in me spraševala o moji zavrnitvi jemanja tablet, ki jih je predpisal trener. Potem sem se odločil pobegniti z zaročencem.
S seboj je pripeljala na zahod sive tablete in zeleni prah, ki ga je povedala, da so ji dali, članom kluba in drugim športnikom. Zahodno-nemški doping analitik Manfred Donike jih je po poročilih opredelil kot anabolne steroide. Rekla je, da je ostala tiho eno leto zaradi svoje družine. Toda ko je njen oče potem izgubil službo, sestra pa je bila izključena iz rokometnega kluba, se je odločila, da bo povedala svojo zgodbo.
Vzhodna Nemčija se je zaprla v svet športa maja 1965. Leta 1977 je strelka Ilona Slupianek, ki je tehtala 93 kg, na srečanju v evropskem pokalu v Helsinkih ni opravila testa za anabolične steroide, nato pa so bili testirani pred tem zapustil državo. Istočasno je testni laboratorij Kreischa pri Dresdnu prešel v vladni nadzor, ki je bil znan po približno 12.000 testih na leto za vzhodnonemške športnike, vendar brez kaznovanja. International Amateur Atletika zveza (IAAF) začasno Slupianek za 12 mesecev, z enajstmetrovko, ki se je končalo dva dni pred evropskim prvenstvom v Pragi. V nasprotju s tem, za kar je upal IAAF, je pošiljanje domov v Vzhodno Nemčijo pomenilo, da se lahko svobodno trenira z anaboličnimi steroidi, če želi, in potem tekmuje za drugo zlato medaljo, ki jo je osvojila.
Po tem se iz vzhodnonemških športnih šol in laboratorijev ni pojavilo skoraj nič. Redka izjema je bil obisk športnega pisatelja in nekdanjega športnika Doug Gilberta iz Edmontonskega sonca, ki je dejal:
Dr (Heinz) Wuschech ve več o anaboličnih steroidih kot katerikoli zdravnik, ki sem ga kdajkoli srečal, vendar se o njih ne more odkrito pogovarjati več kot Geoff Capes ali Mac Wilkins lahko odkrito razpravljata o njih v sedanji atmosferi amaterske športne ureditve. V Vzhodni Nemčiji sem se naučil, da čutijo malo nevarnosti anabolice, kot jo imenujejo, ko se športniki držijo strogo nadzorovanih programov. Čeprav se priznajo zelo nevarni stranski učinki, jih statistično ni več verjetno, da bi se pojavili kot neželeni učinki iz kontracepcijskih tablet. Če se programi stalno spremljajo glede odmerjanja.
Druga poročila so prišla od občasnega športnika, ki je pobegnil na zahod. Med letoma 1976 in 1979 je bilo petnajst. Skakalec Hans-Georg Aschenbach je rekel: "Smučarji na dolge razdalje začnejo z injekcijami na kolena od 14. leta naprej zaradi njihovega intenzivnega treninga. Rekel je: "Za vsakega olimpijskega prvaka je vsaj 350 invalidov. Med dekleti so telovadci, ki morajo nositi steznike od 18 let, ker so njihova hrbtenica in njihovi vezi postali tako obrabljeni ... ljudje tako obrabljen, ki ga intenzivno usposabljanje, ki prihajajo iz nje duševno praznih [lessivés - izprane], ki je še bolj boleče kot deformirane hrbtenice ".
Po ponovni združitvi Nemčije so se 26. avgusta 1993 odprle evidence in tam je bilo dokazano, da je Stasi, državna tajna policija, nadzirala sistematično doping vzhodnonemških športnikov od leta 1971 do združitve leta 1990. Doping je obstajal v drugih državah, pravi strokovnjak Jean. -Pierre de Mondenard, komunist in kapitalist, vendar je razlika v vzhodni Nemčiji v tem, da je to bila državna politika. Sportvereinigung Dynamo (angleško: Dinamo Sports Club) je še posebej izpostavil kot center za doping v nekdanji Vzhodni Nemčiji. Mnogi nekdanji klubski funkcionarji in nekateri športniki so se znašli v obtožbi po razpadu države. Posebno stran na internetu so ustvarile žrtve nedovoljenih poživil, ki so poskušale pridobiti pravico in odškodnino, pri čemer so v DDR navedli ljudi, ki so vpleteni v doping.
Doping, ki ga je podprla država, se je začel s hladno vojno, ko je bil vsak zlato vzhodnega bloka ideološka zmaga. Od leta 1974 je Manfred Ewald, vodja športne zveze v Vzhodni Nemčiji, uvedel dopinško zaščito. Na poletnih olimpijskih igrah v Mexico Cityju leta 1968 je država z 17 milijoni zbrala devet zlatih medalj. Štiri leta kasneje je bilo skupno 20, leta 1976 pa se je še enkrat podvojilo na 40. Ewald je povedal, da je rekel trenerjem: "Še vedno so tako mladi in ne morajo vedeti vsega." Obsojen je bil na 22-mesečno pogojno obsodbo, ki je ogrožala njegove žrtve. Pogosto se je doping izvajal brez vednosti športnikov, od katerih so nekateri že stari od deset let. Ocenjuje se, da okoli 10.000 nekdanjih športnikov nosi fizične in duševne brazgotine let zlorabe drog, eden od njih je Rica Reinisch, trojni olimpijski prvak in svetovni rekorder na poletnih olimpijskih igrah leta 1980, od takrat pa je doživel številne splavov in ponavljajoče se ciste jajčnikov.
Dva nekdanja zdravnika kluba Dinamo Berlin, Dieter Binus, vodja nacionalne ženske ekipe od leta 1976 do 1980, in Bernd Pansold, vodja centra za športno medicino v Vzhodnem Berlinu, sta bila zavezana k sojenju za domnevno oskrbo 19 najstnikov z nezakonitimi snovmi. Binus je bil avgusta obsojen Pansold decembra 1998, potem ko sta bila oba spoznana za krivega za dajanje hormonov mladoletnim športnicam od leta 1975 do leta 1984.
Skoraj noben vzhodno-nemški športnik ni nikoli propadel uradnega testa na droge, čeprav Stasiovi dosjeji kažejo, da so mnogi naredili neuspešne teste v Kreischa, saksonski laboratorij (nemški: Zentrales Dopingkontroll-Labor des Sportmedizinischen Dienstes), ki ga je takrat odobril Mednarodni olimpijski komite. (IOC), zdaj imenovan Inštitut za analizo dopinga in športno biokemijo (IDAS). Leta 2005, 15 let po koncu Vzhodne Nemčije, se je proizvajalec drog Jenapharm še vedno znašel v številnih tožbah zoper žrtve dopinga, ki so jih tožile skoraj 200 nekdanjih športnikov.
Nekdanji športniki športnega kluba Dinamo, ki so javno priznali doping in obtožili svoje trenerje:
- Daniela Hunger - Andrea Pollack
Nekdanji športniki športnega kluba Dinamo, diskvalificirani za doping:
• Ilona Slupianek (Ilona Slupianek ni uspela opraviti testa skupaj s tremi finskimi športniki na evropskem pokalu 1977, ko je postala edina vzhodno-nemška športnica, ki je bila kdaj obsojena za doping)
Olimpijski komite Združenih držav Amerike je na podlagi priznanja Pollacka zaprosil za prerazporeditev zlatih medalj na poletnih olimpijskih igrah leta 1976. Kljub sodnim odločbam v Nemčiji, ki utemeljujejo trditve o sistematičnem dopingu nekaterih plavalcev v Vzhodni Nemčiji, je izvršni odbor MOK objavil, da nima namena spreminjati olimpijskih rekordov. MOK je zavrnil ameriško peticijo v imenu svoje mešane štafete za ženske v Montrealu in podobno peticijo britanske olimpijske zveze v imenu Sharron Davies, da je MOK jasno povedal, da želi v prihodnje odvračati od vseh takšnih pritožb

### Sovjetska zveza
Britanski novinar Andrew Jennings je povedal, da je polkovnik KGB izjavil, da so uradniki agencije predstavljali MOK kot protidopinške organe, da bi spodkopali doping teste in da so sovjetski športniki "rešeni s temi ogromnimi prizadevanji". V zvezi z letnimi olimpijskimi igrami leta 1980 je avstralska študija iz leta 1989 dejala: "Na moskovskih igrah skorajda ni zmagovalcev medalj, prav gotovo ni zmagovalec zlate medalje, ki ni na eni ali drugi vrsti droge: običajno več vrst Moskovske igre bi se lahko imenovale tudi kemične igre.
Član medicinske komisije MOK, Manfred Donike, je zasebno opravil dodatne teste z novo tehniko za ugotavljanje nenormalnih ravni testosterona z merjenjem njegovega razmerja do epitestosterona v urinu. Dvajset odstotkov vzorcev, ki jih je testiral, vključno s tistimi iz šestnajstih zlatnikov, bi povzročilo disciplinske postopke, če bi bili testi uradni. Rezultati neuradnih testov Donike je kasneje prepričal MOK dodati svojo novo tehniko za njihovo testiranje protokolov. Prvi dokumentiran primer " krvnega dopinga"", ki se je zgodila na poletnih olimpijskih igrah leta 1980, ko je bil tekač prelit z dvema pintama krvi, preden je osvojil medalje na 5000 m in 10.000 m.
Dokumenti, pridobljeni leta 2016, so razkrili načrte Sovjetske zveze za državni doping sistem na terenu v pripravah na poletne olimpijske igre v Los Angelesu leta 1984. \ t Dokument je datiran pred odločitvijo države, da bo bojkotiral igre, in podrobno opisuje obstoječe operacije steroidov v programu, skupaj s predlogi za nadaljnje izboljšave. Sporočilo, ki je bilo namenjeno vodji Sovjetske zveze za področje in področje, je pripravil dr. Sergey Portugalov iz Inštituta za fizično kulturo. Portugalov je bil tudi eden glavnih udeležencev pri izvajanju ruskega programa za doping pred poletnimi olimpijskimi igrami leta 2016.

## Nogomet združenja
V nogometu je bilo malo primerov dopinga, predvsem zaradi prepričanja FIFE, da imajo izobraževanje in preprečevanje s stalnim nadzorom nad konkurenco in izven konkurence ključno vlogo pri ustvarjanju vrhunskih tekmovanj brez drog, ki povečujejo uspešnost. Administracija FIFA deluje skupaj z zdravniki skupine, da se borijo za tekmovanja brez drog, da bi podpisali skupno izjavo, da se strinjajo z rutinskim testiranjem krvi, da bi preverili, ali so pred vsakim svetovnim prvenstvom FIFA .
V letu 2014 je bil na svetovnem prvenstvu FIFA 2014 uveden biološki potni list; Švicarski laboratorij za analizo dopinga analizira vzorce krvi in urina vseh igralcev pred tekmovanjem in dva igralca na ekipo in na tekmo

## Ultimate Fight Championship (UFC)
Decembra 2013 je UFC začel kampanjo za testiranje droge celoten seznam naključno vse leto. Naključno testiranje pa je postalo problematično za promocijo, saj je začelo vplivati na prihodke, saj bi morali borci, ki so imeli pozitivne rezultate, umakniti iz bojev, kar je negativno vplivalo na kartico za boj in s tem na prodajo s plačilom za ogled. Če UFC ne bi mogel najti nadomestnega bore, bi morali biti odpovedani. Po mnenju Stevena Marrocca iz MMAjunkie.com je okrog 31% borcev UFC naključno testiranih, odkar se je program prvič začel, zaradi uporabe učinkovin, ki izboljšujejo učinkovitost, ni uspelo. To je približno pet neuspelih testov za vsakih šestnajst naključnih pregledov.
Od julija 2015 je UFC zagovarjal vsem komisijam, da se vsak borac preizkusi na tekmovanju za vsako kartico. Lorenzo Feritta, ki je bil takrat eden od predsednikov UFC, je dejal: "Želimo si, da bi 100 odstotkov borcev preizkusili noč, ko bodo tekmovali". Poleg protokolov za testiranje na droge, ki veljajo za tekmovalce v noči boja, UFC izvaja dodatna testiranja za borce za glavne dogodke ali za vse borce, ki bodo tekmovali v tekmovanjih prvenstva. To vključuje okrepljeno, naključno testiranje „izven konkurence“ za zdravila, ki povečujejo učinkovitost, pri čemer se vzamejo vzorci urina in krvi. UFC je tudi napovedal, da bodo vsi potencialni UFC-ji podvrženi obveznemu predizbirnemu pregledu za zdravila, ki izboljšujejo uspešnost, preden bo ponujena pogodba s promocijo.

## Vzdržljivostni športi
Uporaba drog v športu, ki izboljšujejo uspešnost, je postala vse večji problem v številnih športih. Opredeljen je kot vsaka snov ali zdravilo, ki daje športniku neupravičeno prednost v primerjavi s "čistim" športnikom. Prepoved teh zdravil spodbuja enake konkurenčne pogoje in enakost med športniki. Uporaba "obleke" v plavanju, ki daje športnikom prednost v smislu hidrodinamike, je bila prepovedana zaradi mednarodne konkurence zaradi nepoštene prednosti, ki jo je prinesla. Zdravila, ki jih jemljejo športniki, se zelo razlikujejo glede na potrebe športa po uspešnosti.
Eritropoetin (EPO) večinoma prevzamejo vzdrževalni športniki, ki iščejo višjo raven rdečih krvnih celic, kar vodi v več kisikove krvi in višji VO2 max. Atletski VO2 max je zelo povezan z uspehom v športih, kot so plavanje, tek na dolge razdalje, kolesarjenje, veslanje in tek na smučeh. EPO je v zadnjem času postal prevladujoč med vzdržljivostnimi športniki zaradi svoje moči in nizke stopnje zaznavnosti v primerjavi z drugimi metodami dopinga, kot je transfuzija krvi.. Medtem ko naj bi EPO v 90. letih dvajsetega stoletja široko uporabljali športniki, ni bilo mogoče neposredno preskusiti zdravila do leta 2002, saj ni bilo specifičnega postopka testiranja za testiranje športnikov. Športniki na olimpijskih igrah se testirajo za EPO s pomočjo testov krvi in urina. Stroge smernice in predpisi lahko zmanjšajo nevarnost dopinga, ki obstaja v nekaterih športih.

## Kolesarjanje

### Obsojenci ceste
Leta 1924 je novinar Albert Londres sledil Tour de France za francoski časopis Le Petit Parisien. Na Coutances je slišal, da je prejšnji zmagovalec Henri Pélissier, njegov brat Francis in tretji kolesar, Maurice Ville, odstopil s tekmovanja po sporu z organizatorjem Henrijem Desgrangeom. Pélissier je razložil težavo - ali je imel pravico vzeti majico - in še naprej govoril o drogah, o katerih so poročali v dnevniku Londresove dirke, v katerem je izumil besedilo Les Forçats de la Route (Obsojenci ceste):
»Nimaš pojma, kaj je Tour de France,«je rekel Henri. "To je Kalvarija. Še huje, ker cesta do Križa ima samo 14 postaj in naša ima 15. Mi trpimo od začetka do konca. Hočeš vedeti, kako naprej? Tukaj ..." stehtamo njegove vreče. "To je kokain, za naše oči. To je kloroform, za naše dlesni."
"To," je rekel Ville, ko je izpraznil ramo torbo, "je mehčanje, da se toplota vrne v kolena." "In tablete. Hočeš videti tablete? Poglej, tukaj so tablete." Vsaka je izvlekla tri škatle. "Resnica je," je rekel Francis, "da bomo nadaljevali z dinamitom." Henri je govoril o tem, da je bil bel, kot koža, ko je bila umazanija umazana, potem pa so se njihova telesa odtekala zaradi driske, preden so nadaljevali:
"Ponoči, v naših sobah, ne moremo spati. Trzajmo se in plesamo in šalimo se, kot da delamo Ples sv. Vida ..." "Na našem telesu je manj mesa kot na okostju," je rekel Francis.
Francis Pélissier je veliko kasneje povedal: "Londres je bil slavni novinar, a ni vedel za kolesarjenje. Malo smo ga zavarali z našim kokainom in našimi tabletami. Kljub temu pa Tour de France leta 1924 ni bil piknik." Sprejem drog v Tour de France je bil tako popoln do leta 1930, ko se je dirka spremenila v nacionalne ekipe, ki so jih morali plačati organizatorji, da je pravilnik razdeljen kolesarjem s strani organizatorja, Henri Desgrange in jih opozoril, da droge niso bili med postavkami, ki bi jih predvidenih. Uporaba pot Belgeja, ki so jo ustvarili cestni kolesarji v celinski Evropi, ponazarja navzkrižni prehod med rekreativnimi in uspešnimi zlorabami drog s strani športnika.

### Festina afera
Leta 1998 je bila celotna ekipa Festine izključena iz Tour de France po odkritju ekipnega avtomobila, ki je vseboval velike količine različnih drog za povečanje zmogljivosti. Direktor ekipe je kasneje priznal, da so nekateri kolesarji redno prejemali prepovedane snovi. Šest drugih ekip se je umaknilo v protest, vključno z nizozemsko ekipo TVM, ki je pustila turnejo še vedno zaslišana s strani policije. Škandal Festina je zasenčil turnejo kolesarja Marca Pantanija, vendar je kasneje sam izpeljal test. Zloglasna " pot belge " ali "belgijska mešanica" ima dolgoletno zgodovino v kolesarjenju, med kolesarji in podpornim osebjem. David Millar, svetovni prvak v preizkusu svetovnega časa iz leta 2003, ki je bil priznan z uporabo EPO, in mu je bil odvzet naziv in je bil prekinjen za dve leti. Robertu Herasu je bila leta 2005 odvzeta zmaga v Vuelti a España in dve leti po prekinitvi testiranja za EPO.

### Floyd Landis
Floyd Landis je bil prvotni zmagovalec leta 2006 Tour de France. Vendar pa je vzorec urina, vzet iz Landisa takoj po njegovi zmagi Stage 17, dvakrat testiran pozitivno na prepovedan sintetični testosteron, kot tudi razmerje testosterona proti epitestosteronu skoraj trikratno mejo, ki jo dovoljujejo pravila Svetovne protidopinške agencije. Mednarodna kolesarska zveza mu odvzeli njegove 2006 naziv Tour de France. Drugi zmagovalec Pescar Pereiro je bil uradno razglašen za zmagovalca.

### Primer dopinga Lancea Armstronga
Lance Armstrong je bil leta 1996 na prvem mestu. V istem letu se je opomogel od hudega raka testisov in nadaljeval z lomljenjem zapisov in zmagal na sedmi Dirki po Franciji v letu 2005. Po premagovanju raka in lomljenju zapisov je bil obtožen dopinga. Sodelavci Lancea so bili ujeti vzeti EPO (eritropoetin), zaradi česar so bile obtožbe proti Armstrongu močnejše.
22. oktobra 2012 je bil Lance Armstrong odvzet njegovim naslovom Tour de France od leta 1998. Kot odgovor na odločitve USADA in UCI, je Armstrong odstopil od fundacije Lance Armstrong 14. januarja 2013 je Armstrong priznal, da je v intervjuju z Oprah Winfrey, ki je bila 17. januarja predvajana na mreži Oprah Winfrey.

## Drugi vzdržljivostni športi
V triatlonu, leta 2004 je zmagovalec Havajskih Ironmanov Nina Kraft bila diskvalificirana za pozitivni test na EPO. Še vedno je edini Havajski Ironman zmagovalec, ki je bil diskvalificiran za doping prekrške. Športni odvetnik Michelle Gallen je dejala, da je zasledovanje doping športnikov spremenilo v sodoben lov na čarovnice.

## Nezdravstveni športi
V športih, kjer se daje prednost fizični moči, so športniki uporabljali anabolične steroide, znane po svoji sposobnosti za povečanje fizične moči in mišične mase. Zdravilo posnema učinek testosterona in dihidrotestosterona v telesu. Razvili so jih po tem, ko so države vzhodnega bloka pokazale uspeh v dvigovanju uteži v štiridesetih letih. V času, ko so uporabljali testosteron, ki je nosil z njim negativne učinke, so se kot rešitev razvili anabolični steroidi. Zdravilo se je uporabljalo v številnih športnih panogah, od nogometa in košarke do dvigovanja uteži ter atletike. Čeprav anabolni steroidi niso tako nevarni za življenje kot zdravila, ki se uporabljajo v športih za vzdržljivost, imajo negativne stranske učinke, med drugim:

## Stranski učinki pri moških
Akne - okvarjeno delovanje jeter - impotenca - tvorba dojk (ginekomastija) - povečanje estrogena - erektilna disfunkcija - povečan spolni nagon - moški plešavost - tveganje za srčno popuščanje.

## Nezaželeni učinki pri ženskah
Vključujejo - izguba las - moška plešavost - hipertrofijo klitorisa - povečan spolni nagon - nepravilnosti menstrualnega ciklusa - razvoj moških lastnosti obraza - povečana grobost kože - prezgodnje zaprtje epifize - poglabljanje glasu
V državah, kjer je uporaba teh zdravil nadzorovana, je pogosto prišlo do trgovine na črnem trgu s tihotapljenimi ali ponarejenimi drogami. Kakovost teh zdravil je lahko slaba in lahko povzroči zdravstvena tveganja. V državah, kjer so anabolni steroidi strogo regulirani, so nekateri zahtevali regulativno olajšavo. Steroidi so na voljo v prosti prodaji v nekaterih državah, kot sta Tajska in Mehika.
Športi, ki so člani MOK, izvajajo tudi predpise o drogah; na primer most.

## Odziv športnih organizacij
Številne športne organizacije so prepovedale uporabo drog, ki izboljšujejo uspešnost, in imajo zelo stroga pravila in kazni za ljudi, ki jih ujamejo. Mednarodna amaterska atletska zveza, zdaj Mednarodna zveza atletskih zvez, je bila prva mednarodna športna organizacija, ki je resno obravnavala situacijo. Leta 1928 so udeležencem prepovedali doping, vendar pa so se z malo razpoložljivega testiranja zanašali na besedo športnika, da so čisti. Šele leta 1966 so se FIFA in Union Cycliste Internationale (kolesarjenje) pridružili IAAF v boju proti drogam, sledili pa so ji Mednarodni olimpijski komite naslednje leto.Napredek v farmakologiji je vedno presegel zmožnost športnih zvez za izvajanje strogih postopkov testiranja, vendar je od ustanovitve Svetovne protidopinške agencije leta 1999 postalo učinkovitejše pri ulovu športnikov, ki uporabljajo droge.Prvi testi za športnike so bili na evropskem prvenstvu leta 1966, dve leti kasneje pa je IOC izvedel svoje prve teste drog na poletnih in zimskih olimpijskih igrah. Anabolični steroidiprevladala v sedemdesetih letih in po odkritju metode odkrivanja je bila leta 1975 dodana na seznam prepovedanih snovi MOK.
Z leti so se različni športni organi v boju proti dopingu razvijali drugače. Nekateri, kot so atletika in kolesarjenje, postajajo vse bolj pozorni na doping. Vendar pa so bile kritike, da športi, kot sta nogomet (nogomet) in bejzbol, ne delajo ničesar v zvezi s tem vprašanjem in da so športniki, ki so vpleteni v doping, nekaznovani. Nekateri komentatorji trdijo, da je popolno preprečevanje dopinga nemogoče, je treba vse doping legalizirati. Vendar se večina s tem ne strinja, pri čemer opozarja na zahtevane dolgoročne škodljive učinke mnogih dopinških sredstev. Nasprotniki trdijo, da bi bili z doping pravom vsi konkurenčni športniki prisiljeni uporabljati droge, neto učinek pa bi bil enaki konkurenčni pogoji, vendar z razširjenimi zdravstvenimi posledicami. Skupna zavrnitev te trditve potrjuje, da so bila protidopinška prizadevanja v veliki meri neučinkovita zaradi omejitev testiranja in pomanjkanja izvrševanja, zato sankcionirana uporaba steroidov ne bi bila bistveno drugačna od obstoječega stanja.
Drugo stališče je, da bi lahko doping v določeni meri legalizirali z uporabo bele liste in medicinskega svetovanja, tako da se zagotovi zdravstvena varnost, pri čemer se vsa uporaba objavi. V takem sistemu je verjetno, da bodo športniki poskusili goljufati, če bi presegli uradne omejitve, da bi poskusili pridobiti prednost; to se lahko šteje za domnevo, saj količine zdravil niso vedno linearno povezane z dobičkom uspešnosti.

## Vpliv popularne kulture

### Družbeni pritiski
Družbeni pritisk je eden od dejavnikov, ki vodi v doping v športu. Mediji in družba sodelujejo pri oblikovanju pogleda na to, kako bi morali izgledati moškost in ženskost. Mladostni športniki so nenehno pod vplivom tistega, kar vidijo na medijih, nekateri pa gredo k ekstremnim ukrepom, da bi dosegli idealno podobo, saj družba opredeli pojmovanje spola Judith Butler kot performativno dejanje.Primeri socialnih pritiskov so bili podani v študiji, opravljeni na spletni skupnosti za bodibilding, kjer so bodibilderji dopirali, ker so se počutili, kot da gre za obred prehoda, ki ga je treba sprejeti v skupnost, in se počutiti potrjeno.Tako moški kot ženske se udejanjajo v kontekstu dopinga v športu; V intervjuju, ki vključuje 140 moških, je bilo sklenjeno, da "so telesne prakse bistvenega pomena za moško identiteto," in je bilo ugotovljeno, da so mediji zelo publicizes atletinj, ki so bili močni, in tanke. To vodi k vprašanju porabe zdravil za izboljšanje zmogljivosti, da bi dosegli mišične ali tanke številke, in predpostavko, da nasprotniki jemljejo tudi zdravila, ki izboljšujejo učinkovitost, in menijo, da je to sprejemljivo obnašanje v skladu z. \ t duh "zmagovalno je vse" vodi mnoge športnike k sodelovanju v dopingu, v upanju, da jih ne bodo ujeli.

### Fizični pritiski
Elitni športniki imajo finančno konkurenčne motive, ki jih povzročajo, in se razlikujejo od motivov rekreativnih športnikov. Skupna tema med temi motivacije je pritisk na fizično izvedbo. V študiji 101 posameznika je 86% anketirancev odgovorilo, da na njihovo uporabo zdravil za izboljšanje uspešnosti vplivajo potencialni atletski uspehi, 74% gospodarski vidik in 30% razlogi za samozavest in družbeno priznanje. V drugi študiji, v kateri je sodelovalo 40 ljudi, je bilo ugotovljeno, da so športniki za zdravilne namene uporabljali zdravila za izboljšanje učinkovitosti, tako da so bili sposoben konkurent za gospodarske nagrade, povezane z elitnimi športi. Fizični pritiski se pogosto prekrivajo s socialnimi pritiski, da bi imeli določeno telesno zgradbo. To velja za mišično dismorfijo, kjer športnik želi bolj mišično postavitev za funkcionalnost in samopodobo. Najbolj priljubljen motiv za športnike, da jemljejo dodatke, je preprečiti pomanjkanje hranil in okrepiti imunski sistem. Vsi ti dejavniki se osredotočajo na izboljšanje delovanja organa

### Psihološke motivacije
Psihologija je še en dejavnik, ki ga je treba upoštevati pri dopingu v športu. To postane vedenjska težava, ko športnik prizna zdravstvena tveganja, povezana z dopingom, vendar pa je vseeno udeležena. To je povezano s psihološkim razmišljanjem, da bo zdravilo povzročilo občutek nepremagljivosti.Posamezniki so v svojem načinu razmišljanja zelo egoistični in njihova motivacija je odvisna od droge za izboljšanje uspešnosti, saj menijo, da prinaša rezultate. V študiji o psihologiji zdravja Quirk opozarja na tri različne psihološke vidike, ki vodijo do droge: socialna spoznanja, stres in napetost ter zasvojenost. Socialni in fizični pritiski lahko spremenijo atleta način razmišljanja, ki jih vodi, da verjamejo, da morajo sprejeti za povečanje vzdržljivosti droge, ker vsi ostali to počne, znan kot "doping dilemo."

## Protidopinške organizacije in zakonodaje
Februarja 2011 sta Olimpijski komite Združenih držav Amerike in Svet Ad Adna začela akcijo proti steroidom, imenovano Play Asterisk Free, namenjena najstnikom. Kampanja se je začela leta 2008 pod imenom "Ne bodi zvezda!". Oktobra 2012 je USADA objavil dokaze, ki potrjujejo svojo zahtevo za doping proti kolesarju Lanceu Armstrongu. Po mnenju izvršnega direktorja USADA Travisa T. Tygarta dokazi proti Armstrongu vključujejo "znanstvene podatke in rezultate laboratorijskih testov, ki še dodatno dokazujejo uporabo, posedovanje in distribucijo zdravil za izboljšanje učinkovitosti". 1. novembra 1989 je ameriški senator Joseph Biden predstavil S. 1829, Zakon o trgovini s steroidi iz leta 1989. Namen zakona je bil preprost: spremenil bi Zakon o nadzorovanih substancah, da bi dodatno omejili uporabo steroidov. seznam nadzorovanih snovi v seznamu II, bi zakon odpravil nezakonito uporabo steroidov. (Senatski pravosodni odbor, 2002, str. 282).

## Preizkusne metode

### Preizkus urina
V skladu s potrjenimi protokoli o doping kontroli bo športnik naprošen, da zagotovi vzorec urina, ki bo razdeljen na dva dela, pri čemer mora biti vsak del shranjen v zapečatenih posodah, ki imajo enako identifikacijsko številko in oznako A- in B-vzorce. Od športnika, katerega vzorec A je pozitivno testiral prepovedano snov, se zahteva analiza svojega vzorca B po potrditvenem preskusu vzorca A, ki je dal enake rezultate. Če se rezultati preskusa vzorca B ujemajo z rezultati vzorca A, se šteje, da ima športnik pozitiven test, sicer so rezultati testov negativni. Ta postopek potrditve zagotavlja varnost posameznika

### Preizkus krvi
Krvni test zazna nezakonito povečanje učinkovitosti zdravil z merjenjem kazalnikov, ki se spreminjajo z uporabo rekombinantnega humanega eritropoetina:
Hematokrit Retikulociti Nivo železa

### Plinska kromatografija-zgorevanje-IRMS
Plinska kromatografija-zgorevanje-IRMS je način za zaznavanje kakršnih koli variacij v izotopski sestavi organske spojine iz standarda. Ta test se uporablja za ugotavljanje, ali je bil uporabljen sintetični testosteron, kar je povzročilo povečano nenormalno raven testosterona / epitestosterona (T / E).
Predpostavke:
98,9% atomov ogljika v naravi je 12C 1,1% je 13C
Nižje kot je razmerje 13C / 12C, večja je bila verjetnost uporabe sintetičnega testosterona.

### Biološki potni list za športnike
Biološki potni list športnika je program, ki sledi lokaciji športnika za boj proti dopingu v športu. To pomeni, da je mogoče spremljati in testirati zdravilo, kjer koli so, in te podatke lahko primerjamo z zgodovino rezultatov doping testov. V teku je razprava o tem, kako je mogoče ta ukrep razumeti kot kršitev zasebnosti posameznika.

### Ponovno preizkušanje vzorcev
V skladu s členom 6.5 v Svetovnem protidopinškem kodeksu je mogoče vzorce pozneje ponovno testirati. Vzorci pomembnih dogodkov, kot so olimpijske igre, so zdaj ponovno testirani do osem let pozneje, da bi izkoristili nove tehnike za odkrivanje prepovedanih snovi.

### Goljufanje preizkusov
Športniki, ki se želijo izogniti testiranju, uporabljajo različne metode.
Najpogostejše metode so:
- Zamenjava urina, ki vključuje zamenjavo umazanega urina s čistim urinom od nekoga, ki ne jemlje prepovedanih snovi. Zamenjava urina se lahko opravi s kateterizacijo ali s protetičnim penisom, kot je The Original Whizzinator .
- Diuretiki, ki se uporabljajo za čiščenje sistema, preden je treba zagotoviti vzorec.
- Transfuzije krvi, ki povečujejo sposobnost prenosa kisika v krvi, povečujejo vzdržljivost brez prisotnosti zdravil, ki bi lahko sprožila pozitiven rezultat testa.

### Veljavnost
Donald Berry, ki piše v reviji Nature, je opozoril na potencialne težave z veljavnostjo načinov izvajanja mnogih standardiziranih testov; [naročnina potrebna] v svojem članku, kot je opisano v spremni uredništvu, Berry trdi, da protidopinški organi niso ustrezno opredelili in objavili, kako so dosegli merila, uporabljena za določitev, ali je rezultat testa pozitiven [ki je] ... umerjen delno s preskušanjem majhnega števila prostovoljcev, ki jemljejo snov v vprašanje. [Berry trdi] ... da morajo posamezni laboratoriji preveriti te meje zaznavanja v večjih skupinah, ki vključujejo znane doperje in nedopirce, pod slepimi pogoji, ki posnemajo dogajanje med tekmovanjem.
Redakcija se zaključi z besedami: "Narava meni, da je sprejemanje" zakonskih omejitev "določenih metabolitov brez tako strogega preverjanja v nasprotju s temeljnimi standardi sodobne znanosti in ima za posledico samovoljno testiranje, pri katerem nikoli ne more biti znana stopnja napačnih pozitivnih in lažno negativnih rezultatov.

### Obramba
G. Pascal Zachary v eseju Wired trdi, da bi legalizacija učinkovin, ki izboljšujejo učinkovitost, kot tudi genske izboljšave, ko so postale dostopne, zadovoljila potrebo družbe po übermenschen in obrnila upad javnega interesa za šport.
Športni učenjak Verner Moller trdi, da je družba hinavska, če športnike drži do moralnih standardov, vendar se ne prilagaja samim moralom.
Pisateljica Fox Sports Jen Floyd Engel je v članku izjavila: "Živimo v farmakološki družbi. Živimo v družbi bližnjic, ponarejenih to in smo to povečali, in nekako poskušamo prodati linijo, ki jo ima šport postanite ta zlobni imperij goljufanja. Resničnost je, da športniki delajo le tisto, kar počnejo mnogi od nas in praznujejo vsak dan našega življenja.
Sociologinja Ellis Cashmore trdi, da je to, kar velja za doping, preveč arbitrarno: transfuzija krvnih celic ni dovoljena, vendar so dovoljene druge metode za povečanje števila krvnih celic, kot so hipobarične komore .
Drugi znanstveniki so podali podobne argumente

### Pravno
Protidopinške politike, ki so jih uvedli posamezni športni upravni organi, so lahko v nasprotju z lokalnimi zakoni. Pomemben primer je nezmožnost Nacionalne nogometne lige (NFL), da ustavi igralce, ki so jih odkrili s prepovedanimi snovmi, potem ko je bilo odločeno s strani zveznega sodišča, da je lokalna delovna zakonodaja nadomestila protidopinški režim. Izziv je podprlo združenje igralcev National Football League .
Športniki, ki so bili ujeti doping, so lahko kaznovani s strani njihovega lokalnega, pa tudi posameznega upravnega organa. Pravni status steroidov se razlikuje od države do države. Bojci, ki so jih uporabljali droge, ki povečujejo učinkovitost v tekmovanjih mešanih borilnih veščin (npr. UFC), bi se lahko soočile s civilnimi in / ali kazenskimi obtožbami, ko preide Bill S-209.
V določenih okoliščinah, ko morajo športniki sprejeti prepovedano snov za zdravljenje zdravstvenega stanja, se lahko odobri izjema za terapevtsko uporabo.